# Yashas Palaksha
Yashas Palaksha (* 8. Dezember 2001) ist ein indischer Leichtathlet, der sich auf den 400-Meter-Hürdenlauf spezialisiert hat.

## Sportliche Laufbahn
Erste internationale Erfahrungen sammelte Yashas Palaksha im Jahr 2023, als er bei den Asienmeisterschaften in Bangkok das Finale über 400 m Hürden erreichte, dort aber nicht mehr an den Start ging. Im Oktober gelangte er bei den Asienspielen in Hangzhou mit 49,39 s auf Rang fünf.
2023 wurde Palaksha indischer Meister im 400-Meter-Hürdenlauf.

## Persönliche Bestzeiten
- 400 m Hürden: 49,37 s, 19. Juni 2023 in Bhubaneshwar